# Олсберг (Канзас)
Олсберг (енгл. Olsburg) град је у америчкој савезној држави Канзас.

## Демографија
По попису из 2010. године број становника је 219, што је 27 (14,1%) становника више него 2000. године.
| Група             | 2000.       | 2010.       |
| Белци             | 191 (99,5%) | 211 (96,3%) |
| Афроамериканци    | 0 (0,0%)    | 0 (0,0%)    |
| Азијати           | 0 (0,0%)    | 0 (0,0%)    |
| Хиспаноамериканци | 0 (0,0%)    | 6 (2,7%)    |
| Укупно            | 192         | 219         |